# 쿠라모치 아스카
쿠라모치 아스카(일본어: 倉持 明日香, 1989년 9월 11일 ~ )는 일본의 아이돌이며, 여성 아이돌 그룹 전 AKB48 팀B의 캡틴 과 최연장자이다.
카나가와 현 요코하마시 출신. 와타나베 엔터테인먼트 소속.

## 인물
- 아버지는 야구 해설자로, 전 롯데 오리온스, 크라운라이터 라이온스의 투수였던 쿠라모치 아키라이다[1].
- 아버지의 영향으로, 지바 롯데 마린스와 사이타마 세이부 라이온스의 팬이다.
- 2015년 8월 17일, AKB48 졸업.

### AKB48 관련
- 주된 애칭은, 〈못치〉.

## AKB48에서의 참가곡

### 싱글 CD 선발곡
- 〈夕陽を見ているか? 석양을 보고 있니?〉에 수록
  - 夕陽を見ているか?（ひまわり2.0Mix） / 석양을 보고 있니? (해바라기 2.0Mix)
- 10年桜 / 10년 벚꽃
- 言い訳Maybe / 변명 Maybe
- 〈RIVER〉에 수록
  - 君のことが好きだから / 너가 좋으니까 - 언더 걸즈 명의
- 〈桜の栞 벚꽃 책갈피〉에 수록
  - Choose me! - 팀YJ 명의
- 〈ポニーテールとシュシュ 포니테일과 슈슈〉에 수록
  - マジジョテッペンブルース / 마지여고 정상 블루스
  - 盗まれた唇 / 도둑맞은 입술 - 언더 걸즈 명의
- 〈ヘビーローテーション 헤비 로테이션〉에 수록
  - 涙のシーソーゲーム / 눈물의 시소 게임 - 언더 걸즈 명의
  - 野菜シスターズ / 야채 시스터즈 - 야채 시스터즈 명의
- 〈Beginner〉에 수록
  - 泣ける場所 / 울 수 있는 장소 - DIVA 명의
- チャンスの順番 / 찬스의 차례
  - 胡桃とダイアローグ / 호두와 다이얼로그 - 팀A 명의
- 〈桜の木になろう 벚나무가 되자〉에 수록
  - エリアK / 에리아K - DIVA 명의
- Everyday、カチューシャ / Everyday, 카츄샤
- フライングゲット / 플라잉 겟
  - 青春と気づかないまま / 청춘이란 걸 깨닫지 못한 채
  - 野菜占い / 야채 점 - 야채 시스터즈 2011 명의
- 〈風は吹いている 바람은 불고 있어〉에 수록
  - ゴンドラリフト / 곤돌라 리프트 - 언더걸즈 백합조 명의
- 〈上からマリコ 위에서부터 마리코〉에 수록
  - 隣人は傷つかない / 이웃은 상처받지 않아 - 팀A 명의
- 〈GIVE ME FIVE!〉에 수록
  - 羊飼いの旅 / 목동의 여행 - 스페셜 걸즈B 명의
- 真夏のSounds good ! / 한여름의 Sounds good !
  - ぐぐたすの空 / 구플의 하늘
- 〈ギンガムチェック 깅엄 체크〉에 수록
  - なんてボヘミアン / 난테 보헤미안 - 언더 걸즈 명의
- 〈UZA〉에 수록
  - スクラップ&ビルド / 스크랩&빌드 - 팀K 명의
- 〈永遠プレッシャー 영원 프레셔〉에 수록
  - 永遠より続くように / 영원보다 계속되도록 - OKL48 명의
- 〈So long !〉에 수록
  - 夕陽マリー / 석양 매리 - 오오시마 팀K 명의
- 〈さよならクロール 안녕 크롤〉에 수록
  - How come ? - Team K 명의
- 〈恋するフォーチュンクッキー 사랑하는 포춘 쿠키〉에 수록
  - 今度こそエクスタシー / 이번에야 말로 엑스터시 - 넥스트 걸즈 명의
- 〈ハート・エレキ 하트 일렉트릭 기타〉에 수록
  - 快速と動体視力 / 쾌속과 동체 시력 - 언더 걸즈 명의
  - 細雪リグレット / 가루눈 리그렛 - 팀K 명의
- 〈鈴懸の木の道で「君の微笑みを夢に見る」と言ってしまったら僕たちの関係はどう変わってしまうのか、僕なりに何日か考えた上でのやや気恥ずかしい結論のようなもの 플라타너스 나무가 서 있는 길에서 「네 미소가 꿈에 나왔어」라고 말해버린다면 우리들의 관계는 어떻게 변하는 걸까, 나 나름대로 며칠이고 생각해본 후의 조금 부끄러운 결론처럼〉에 수록
  - Mosh & Dive
- 〈前しか向かねえ 앞 밖에 보지 않아〉에 수록
  - 君の嘘を知っていた / 네 거짓말을 알고 있었어 - Beauty Giraffes 명의
- 〈ラブラドール･レトリバー 래브라도 리트리버〉에 수록
  - Bガーデン / B 가든 - 팀B 명의
  - 今日までのメロディー / 오늘까지의 멜로디
- 〈心のプラカード 마음의 플래카드〉에 수록
  - 性格が悪い女の子 / 성격이 나쁜 여자 아이 - 퓨처 걸즈 명의
- 〈希望的リフレイン 희망적 리프레인〉에 수록
  - 歌いたい / 노래하고 싶어 - 카틀레야조 명의
  - ロンリネスクラブ / 론리네스 클럽 - 팀B 명의

### 극장 공연 유닛곡
해바라기조 1st Stage 〈나의 태양〉 공연
- 向日葵 / 해바라기
※오오시마 마이의 스탠바이.

해바라기조 2nd Stage 〈꿈을 죽게 할 수는 없어〉공연
- 記憶のジレンマ / 기억의 딜레마
※오오시마 마이의 스탠바이.

팀K 4th Stage 〈최종 벨이 울린다〉 공연
- ごめんねジュエル / 미안해 주얼
- リターンマッチ / 리턴 매치 ※
※아키모토 사야카·우메다 아야카·노로 카요·나루세 리사의 유닛 언더

팀K 5th Stage 〈거꾸로 오르기〉 공연
- 抱きしめられたら / 감싸안길 수 있다면
- エンドロール / 엔드 롤 ※
※오오시마 유코의 유닛 언더

THEATRE G-ROSSO 〈꿈을 죽게 할 수는 없어〉공연
- 記憶のジレンマ / 기억의 딜레마
※키타하라 리에·카시와기 유키의 스탠바이.

팀A 6th Stage 〈목격자〉 공연
- 腕を組んで / 팔짱을 끼고서
- ☆の向こう側 / ☆의 저편 ※
※코지마 하루나·나카타 치사토의 유닛 언더

오오시마 팀K 웨이팅 공연
- 嵐の夜には / 폭풍우 치는 밤에는 (팀B 5th Stage 〈시어터의 여신〉 공연, 코모리 미카의 포지션)
- 誘惑のガーター / 유혹의 거터 (SDN48 1st Stage 〈유혹의 거터〉 공연, 사토 유카리의 포지션)

팀K 웨이팅 공연 II 〈최종 벨이 울린다〉 공연
- 19人姉妹の歌 / 19인 자매의 노래

## 음반

### 싱글
| 매        | 발매일          | 타이틀                   | 최고 주간 순위 | 판매 형태 | 규격 품번                                                           | 비고                                                                                   |           |
| avex trax | avex trax       | avex trax                | avex trax      | avex trax | avex trax                                                           | avex trax                                                                              | avex trax |
| --------- | --------------- | ------------------------ | -------------- | --------- | ------------------------------------------------------------------- | -------------------------------------------------------------------------------------- | --------- |
| 1         | 2013년 5월 29일 | いつもそばに 언제나 곁에 | 4위            | CD+DVD CD | AVCA-62484/B AVCA-62485 AVCA-62486 AVCA-62487 AVCA-62488 AVCA-62489 | TYPE A 원코인반 TYPE-1 원코인반 TYPE-2 원코인반 TYPE-3 원코인반 TYPE-4 원코인반 TYPE-5 |           |

## 서적

### 사진집·캘린더
- 탁상 쿠라모치 아스카 2013년 캘린더 (2012년 12월 7일, 하고로모)
- 쿠라모치 아스카 퍼스트 사진집 《귓불》 (2013년 9월 11일, 아키타 쇼텐, ISBN 978-4-253-01087-0)
- 탁상 쿠라모치 아스카 2014년 캘린더 (2013년 12월 6일, 하고로모)